# Silvano Poropat
Silvano Poropat (Pola, 19 aprile 1971) è un allenatore di pallacanestro croato.

## Palmarès
- Basketball-Bundesliga Allenatore dell'anno: 2

EnBW Ludwigsburg: 2006-07
Mitteldeutscher: 2013-14